# Croix de cimetière de Saint-Ouen-de-Thouberville
La croix de cimetière de Saint-Ouen-de-Thouberville est un monument situé à Saint-Ouen-de-Thouberville, en France.

## Historique
La croix est datée de la seconde moitié du XVIe siècle.
La croix est inscrite comme monument historique depuis le 28 avril 1965.